# Томешть (комуна, Харгіта)
Томешть, Томешті (рум. Tomești) — комуна у повіті Харгіта в Румунії. До складу комуни входить єдине село Томешть.
Комуна розташована на відстані 236 км на північ від Бухареста, 21 км на північ від М'єркуря-Чука, 101 км на північ від Брашова.

## Населення
У 2009 році у комуні проживали 2615 осіб.

## Зовнішні посилання
- Дані про комуну Томешть на сайті Ghidul Primăriilor [Архівовано 24 липня 2009 у Wayback Machine.]